# Торбен Грут
Торбен Грут (на шведски: Torben Andreas Grut) е шведски архитект, известен със своите архитектурни дизайни на редица важни обекти в Швеция, сред които Стокхолмския стадион, сградата на шведското посолство в Хелзинки и дворецът „Солиден“.

## Биография
Роден е на 2 юни 1871 година в Гамалсторп, Лидшьопинг, Швеция. Семейството на Торбен Грут е с датски корени, като баща му е бил собственик на имението Гамалсторп (Gammalstorp). След успешно полагане на матура след гимназиалното си образование, Грут е приет като студент в Кралския технологичен институт в Стокхолм. Там професор Исак Густаф Класон оказва огромно влияние върху професионалното му развитие, а в периода 1893 и 1896 година му възлага редица задачи. След четиригодишно следване в института, през 1894 година, Торбен Грут е нает на работа при датския архитект Ханс Холм. По същото време Грут се записва студент в Копенхагенската художествена академия.
Сред архитектурните проекти на Торбен Грут са:
- „Вила Белру“ (Villa Bellro) в Мулшьо (1899)
- тенис-зала в стокхолмския спортен комплекс (1900)
- „Вила Грут“ (Villa Grut) на стокхолмския остров Юргорден (1906)
- двореца „Солиден“ на остров Йоланд (1906)
- „Вила Апелгорден“ (Villa Apelgården) в Нака (1906)
- „Вила Ваерн“ (Villa Waern) в Нака (1905)
- Стокхолмския стадион (1910 – 1912)
- замъка Бериа на полуостров Сьодерторн (1915)
- сградата на шведското посолство в Хелзинки (1923)

Умира на 24 декември 1945 година във Фредериксберг, Дания, на 74-годишна възраст.

## Галерия от архитектурни проекти
|  |  |  |  |